# Lijst van loges in Luik

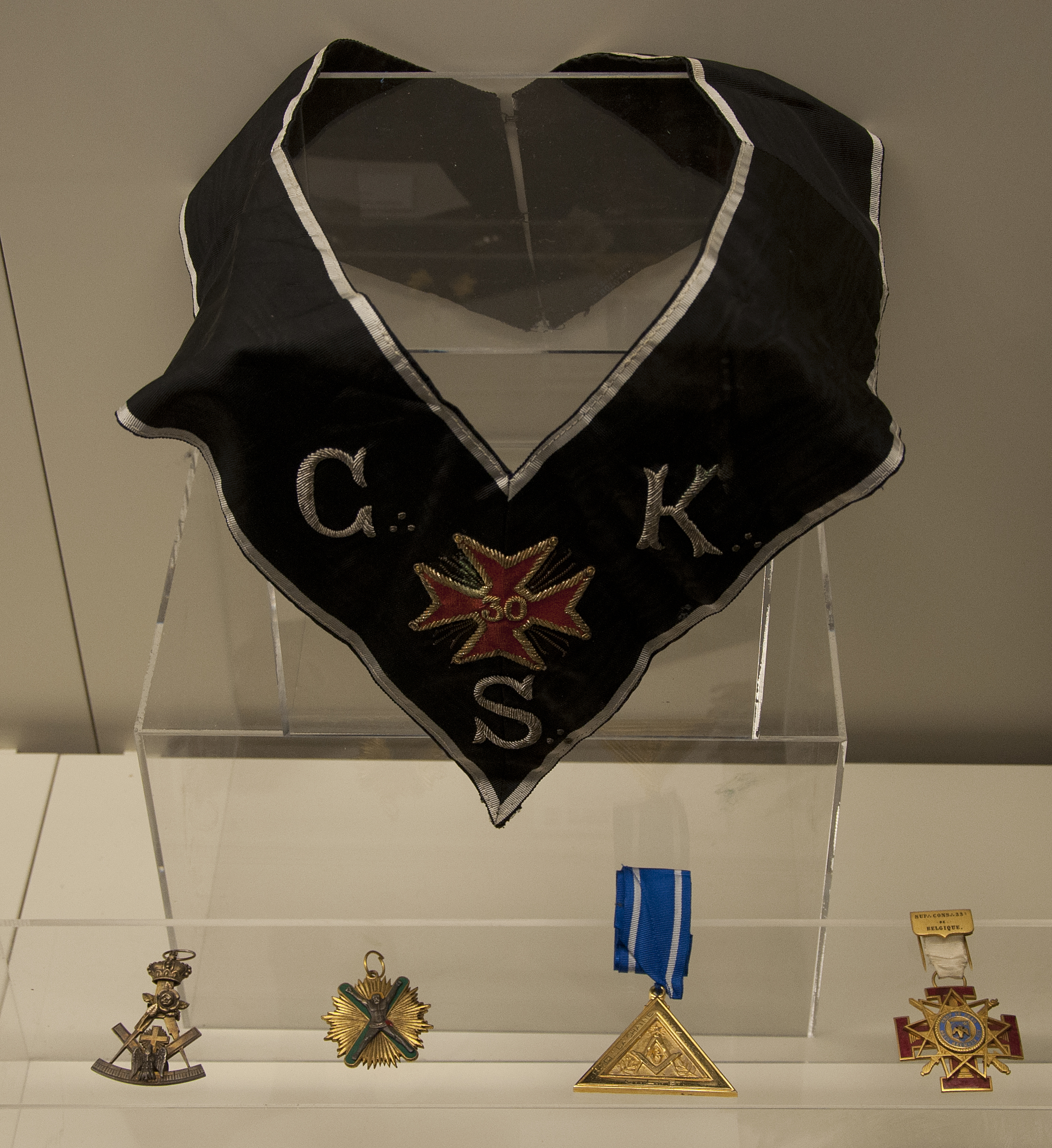
Eretekens van de vrijmetselarij - La Chaîne Universelle - in Grand Curtius te Luik

Deze lijst van Loges in Luik betreft zowel nog bestaande als historische loges uit de vrijmetselarij en de para-maçonnerie.
Alle hier vermelde loges zijn actief, tenzij anders vermeld.

## Vrijmetselarij

### Soevereine loges
Volgende actieve loge behoort niet (langer) tot een obediëntie:
- nº ... La Maison de Vie (XXXX) - Franstalig (voormalig Grande Loge Traditionnelle du Rite Egyptien)

### Grand Orient de France
Het G.O.d.F. kent ... slapende loges:
- nº ... : La Parfaite Egalité (1776-XXXX) - Franstalig

### Grootoosten van België
Rue de Sélys 17
- nº 3 : La Parfaite Intelligence et l'Étoile Réunis (1775) - Franstalig
- nº 24: Hiram (1930) - Franstalig
- nº 45 : Delta (1965) - Franstalig
- nº 50 : Les Chantiers du Temple (1964) - Franstalig
- nº 92 : André-Modeste Grétry (1985) - Franstalig
- nº 97 : Le Rameau d'Or (1987) - Franstalig
- nº 118 : Sirius (1996) - Franstalig

### Grootloge Zur Sonne Bayreuth
De G.L.Z.S.B. kent één slapende loge:
- Zum Eisernen Kreuz (1914-1918) - Duitstalig

### Le Droit Humain
Het D.H. kent drie actieve symbolische loges:
- nº 908 : Tolérance (1929) - Franstalig
- nº 1268 : La Table d'Emeraude (1978) - Franstalig
- nº 1339 : Arc-en-Ciel (1983) - Franstalig

### Grootloge van België
- nº 19 : La Chaine Universelle (1966) - Franstalig
- nº 28 : Tradition et Fidelité (1970) - Franstalig
- nº 39 : La Persévérance (1977) - Franstalig
- nº 44 : Amour & Concorde (1981) - Franstalig
- nº 51 : Thélème (1989) - Franstalig
- nº 54 : La Fraternité (????) - Franstalig
- nº 58 : Acacia (1996) - Franstalig
- nº ... : Le Phénix (????) - Franstalig

### Reguliere Grootloge van België
- nº 16 : François-Charles de Velbrück (1980) - Franstalig
- nº 38 : Les Sept Piliers (2000) - Franstalig
- nº 42 : Iris (2004) - Franstalig

### Grootoosten van Luxemburg
- nº 7 : Montaigne (1999) - Franstalig

### Opperraad van de Aloude en Aangenomen Schotse Ritus voor België
De Opperraad kent één werkplaats:
- perfectieloge ... (XXXX) - Franstalig

### Memphis-Misraïm
- nº ... : ... (XXXX-XXXX)

### Belgische Grootloge van de Egyptische Ritus
- nº ... : Le Triangle d'Egypte (XXXX) - Franstalig

## Para-Maçonnerie

### Belgische Martinistenorde
- Loge Eliphas Lévi (in oprichting) (XXXX-XXXX) - Franstalig

### Theosofische Vereniging
- Branche Annie Besant (1909-xxxx)

### A.M.O.R.C.
De A.M.O.R.C. kent één actieve werkplaats:
Vrijmetselarij · Beginselen · Geschiedenis · Symbolen · Vrijmetselaarsloge · Ordegrondwet · Obediëntie · Regulariteit en irregulariteit · Ritus · Graden · Grootmeester · Gemengde vrijmetselarij · Para-vrijmetselarij · Antivrijmetselarij · Vrijmetselarij in Nederland · Vrijmetselarij in België · Internationale vrijmetselarij
>>> Meer info op Portaal:Vrijmetselarij <<<